# Naturläkare
Naturläkare är en person som utövar läkekonst utanför den etablerade vetenskapen och de saknar oftast läkarlicens och formell utbildning till läkare. 
I Sverige använder de flesta naturläkare sig av örtmedicin, och andra naturläkemedel och/eller homeopati. I Kina kan man som läkare i traditionell kinesisk medicin specialisera sig på akupunktur, örtmedicin, massage, mm. Andra metoder som naturläkare kan använda sig av är aromaterapi, bindvävsmassage, healing, lymfdränagemassage, färgterapi, blomsteressenser, osteopati, kinesiologi, mm.

## Historik
Naturläkare är ett begrepp som lånats från tyska naturheilkunde, för dem som försöker bota sjukdomar uteslutande genom så kallade "naturliga" eller "fysiologiska" läkemetoder. Till dessa hör vatten (hydroterapi), ljus (fototerapi), luft (klimatoterapi), elektricitet (elektroterapi), gymnastik, massage och rörelse (kinesiterapi) och diet (dietetik). Att en viss motsättning mellan den så kallade skolmedicinen och naturläkarna kunnat uppstå, har varit en följd dels av äldre läkargenerationers bristande intresse för dessa behandlingsmetoder, dels även att medicinskt obildade lekmän drivit en del fysikaliska behandlingsmetoder med sådan okritisk entusiasm att man ofta kommit in på kvacksalveriets område. Dock har den vetenskapliga medicinen fått många goda impulser från de så kallade naturläkarna, även om deras verksamhet för övrigt varit mindre sympatisk. 
De flesta så kallade naturläkare, som utövat inflytande på de skandinaviska länderna, har varit tyskar. Kallvattenkurens apostel, den schlesiske bonden Vincenz Priessnitz (född 1799, död 1851) lämnade ett bestående inflytande på hydroterapiens utveckling. Stort uppseende väckte den bajerske pastorn Sebastian Kneipp och läkaren Heinrich Lahmann, vilken senare bemödade sig om att uppträda i motsättning till den så kallade skolmedicinen och vars sanatorium "Weisser Hirsch" vid Dresden utövade en stark dragningskraft på publiken. Andra naturläkare med europeisk ryktbarhet har ofta rört sig inom charlataneriets område. Så till exempel Louis Kuhne, före detta hantverkare från Leipzig, som utan några som helst förutsättningar sökte sätta sina badmetoder och bisarra terapeutiska hugskott i ett kvasivetenskapligt system och drev det hela med affärsmässig reklam. Som en efterklang av dylika ryktbara utländska naturläkare har även i Sverige många lekmän under naturläkedomens täckmantel drivit en omfattande verksamhet, såsom vanligt ockrande på allmänhetens brist på omdöme och lättrogenhet, särskilt i medicinska frågor.
Den moderna medicinen utvecklar en rastlös verksamhet för att skapa en vetenskaplig grund för de "naturliga" behandlingsmetodernas användning inom läkekonsten och försöker efter kritisk prövning tillägna sig det som inom naturläkedomen kan finnas av verkligt och bestående värde.

## Historiska naturläkare
Några kända naturläkare från historien:
- Kristina Andersson (naturläkare)
- Pernell (naturläkare)
- Kisamor
- Hildegard av Bingen
- Vincenz Priessnitz
- Sparlösagumman
- Elna Hansson
- Alfred Vogel
- Arnold Rikli
- Serafia Fredrika Schaeffer
- Sebastian Kneipp

## Felbehandlingar
Det kan vara svårare att få rätt mot en felbehandlande naturläkare än mot en legitimerad läkare.